# Putra Jaya
Putra Jaya is een bestuurslaag in het regentschap Simeulue van de provincie Atjeh, Indonesië. Putra Jaya telt 299 inwoners (volkstelling 2010).